# Libong (Bot-Makak)
Pour les articles homonymes, voir Libong.
Libong est un village de la région du Centre du Cameroun, situé dans la commune de Bot-Makak. 

## Population et développement
En 1962, la population de Libong était de 190 habitants. La population de Libong était de 114 habitants, lors du recensement de 2005. La population est constituée pour l’essentiel de Bassa.  